# Maa-Ema Corona
La Maa-Ema Corona è una struttura geologica della superficie di Venere.